# Zlatko Mateša
Zlatko Mateša (* 17. června 1949 Záhřeb) je chorvatský politik. V letech 1995–2000 byl premiérem Chorvatska, jakožto reprezentant konzervativního Chorvatského demokratického společenství. Jeho vláda mj. zavedla v Chorvatsku daň z přidané hodnoty. Od roku 2002 je předsedou Chorvatského olympijského výboru.

## Činnost
Vystudoval práva na Záhřebské univerzitě (1974). Od roku 1978 pracoval v naftové společnosti INA, kde dosáhl až na funkci náměstka ředitele. Roku 1990 vstoupil do politiky. V roce 1995 byl jmenován ministrem hospodářství (Ministarstvo gospodarstva, podruzeništva i obrta). Poté, co se stal premiérem, tak na funkci ministra hospodářství rezignoval. Premiérem byl čtyři roky a dva měsíce.